# Side Squish Combustion Chamber
De Side Squish Combustion Chamber, veelal afgekort SSCC genoemd, is een blusrand (squish zone) in de verbrandingsruimte van de Harley-Davidson EVO-blokken (vanaf 1984), die moet zorgen voor een goede werveling van het mengsel. 
De Side Squish Combustion Chamber is vergelijkbaar met de Twin Dome Combustion Chamber van Suzuki.